# 辻まこと
辻 まこと（つじ まこと、本名：辻 一〈読みは同じ〉、1913年〈大正2年〉9月20日 - 1975年〈昭和50年〉12月19日）、は、日本の詩人、画家。山岳、スキーなどをテーマとした画文や文明批評的なイラストで知られる。
日本におけるダダイスムの中心的人物で餓死した辻潤と、婦人解放運動家で甘粕事件で大杉栄とともに殺害された伊藤野枝を両親にもつ。
1975年、首吊り自殺を遂げた。

## 生涯

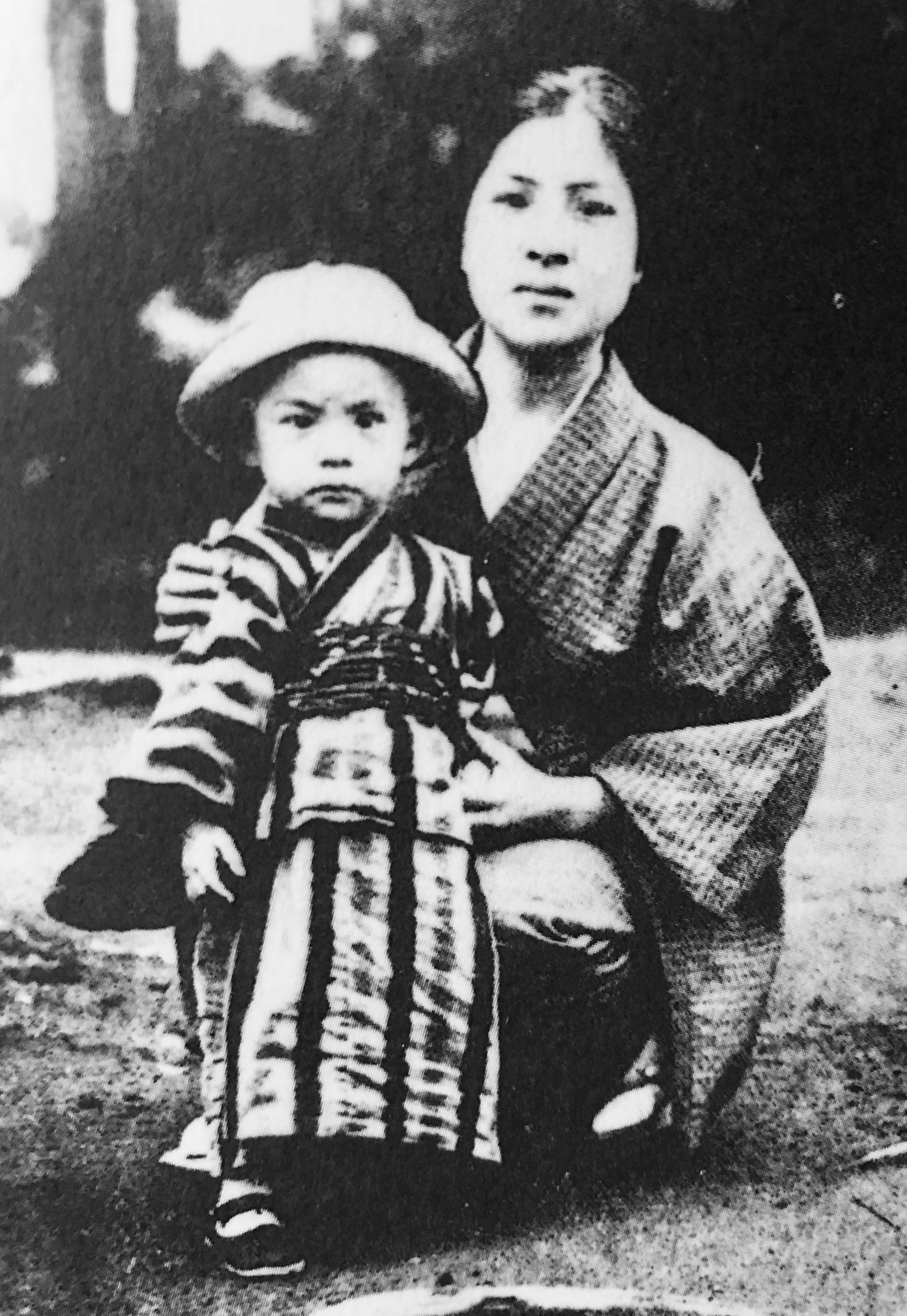
伊藤野枝と息子の辻一（まこと）。1915年頃。

1913年、辻潤と伊藤野枝の長男として生まれる。なお、両親の戸籍上の婚姻は1915年、出生地は母親の郷里福岡県である。このころ、父の辻潤は翻訳出版『天才論』がベストセラー化しており、また母の伊藤野枝も雑誌『青鞜』の主力執筆編集者として活躍していた。
1916年、母・野枝は大杉栄のもとに出奔し、1923年の関東大震災時の混乱下、大杉と共に軍部に惨殺される（甘粕事件）。辻まことは生活力に乏しい父親と放浪生活を共にすることもあった。その間静岡工業学校あるいは法政大学工業学校にも在籍したがいずれも中退している。静岡の中学時代の2年間は、父の友人であり元海軍予備中佐の飯森正芳家の厄介になり、このとき山に興味を持つ。飯森は秋山真之を大本教に引っ張り込んだという曲者で、海軍機関学校卒のエリート軍人だったが、殺人を業とする軍人という職業に疑問を抱き、駆逐艦の機関長時代に大正天皇即位記念の大観艦式で艦列を離脱したことで処分され除隊、大杉栄らとも交流したアナーキストだった。
1928年（昭和3年）静岡工業学校中退後、父親に伴ってパリに滞在し、父の友人の武林無想庵と連れられて来ていた山本夏彦などを知る。無想庵と宮田文子（当時は武林姓）の娘、武林イヴォンヌも知る。パリでは読売新聞の松尾邦之助が面倒を見た。この時15歳のまことが著した辻潤とソ連の作家イリヤ・エレンブルグとの会見記「エレンブルグに会ふ」が雑誌『文学時代』に掲載されたりもしている。
1929年（昭和4年）、父と共に帰国。村松正俊が同行し1932年（昭和7年）、辻潤が天狗になったと言って二階から飛び降り怪我をする。精神異常が顕著。オリオン社に入り絵描きの仕事をする。竹久夢二の息子・竹久不二彦らと登山をするようになる。
1936年（昭和11年）オリオン社を内紛で辞め、三井直麿と絵の制作会社Zスタジオを創設、荻原賢次が参加。翌年、生田花世の紹介で異父妹の大杉魔子（大杉栄の娘）と知る。竹久不二彦と山での金鉱探しに熱中する。
1938年（昭和13年）恋人の上原フミ子との間に女児が出来るがイヴォンヌと同棲を始め、子はフミ子が引き取った。翌年にはイヴォンヌが女児を産みイブと名付けられるが、過失で窒息死させてしまう。
1940年（昭和15年）にもイヴォンヌは女児を産み、ノブ（野生）と名付けられて竹久不二彦の養女となった（のち南米に移住）。
1942年（昭和17年）『東亜日報』新聞特派員として天津に渡った。1943年（昭和18年）陸軍に現地徴用され報道班員として従軍する。1944年（昭和19年）、イヴォンヌに女児が生まれ最初の子と同じイブ（維生）と名付ける。しかし同年、実父の辻潤が餓死した。1945年（昭和20年）現地招集され陸軍に入隊、アメリカ軍に抑留される。
1946年（昭和21年）帰国する。松本良子との情事が始まる。翌年、草野心平主宰の雑誌『歴程』に寄稿をはじめる。1948年（昭和23年）にイヴォンヌと別れ、イブを妹の幸子の養女とした。後、『歴程』同人となり、小原院陽子と知り合う。
1949年（昭和24年）、松本良子と結婚。しかし1952年（昭和27年）にもく星号墜落事故で小原院陽子が飛行機事故で亡くなり、西常雄とともに三原山でその遺品の宝石を採取する。
1954年（昭和29年）、良子が女児を出産。直生と名付ける（のちアメリカに移住）。『歴程』に「虫類図譜」の連載を始める。1955年（昭和30年）、宇佐見英治から矢内原伊作を紹介される。
1958年（昭和33年）山岳雑誌『アルプ』『岳人』に寄稿。その翌年、矢内原の恋人だった吉田瀬津子を愛人とする。
1964年（昭和39年）第2回歴程賞を受賞。
1966年（昭和41年）、初の画文集『山からの絵本』を刊行。1967年（昭和42年）、瀬津子が男児を出産し遊介と名付け、認知する。1968年（昭和43年）、日本画廊で初の油絵個展を開催。1971年（昭和46年）、『岳人』の表紙絵を毎号手がけるようになった。翌年、竹林会（アマチュア画家団体）でハワイ旅行、胃がんの手術を受けた。
1975年、余命幾ばくもないと覚悟し、首吊り自殺を遂げた。満62歳没。
1977年には、妻の良子も胃がんで死去している。草野の縁で、娘の直生が長福寺 (福島県川内村)に両親の墓を建てた。
詳しい女性関係などについては、西木正明の『夢幻の山旅』に拠った。小説だがあとがきを見る限り事実と見られている。

## 著作
- 『虫類図譜』芳賀書店 1964、ちくま文庫 1996
- 『山からの絵本』創文社 1966
- 『山の声 画文集』東京新聞出版局 1971、ちくま文庫 1991
- 『山で一泊 辻まこと画文集』創文社 1975.2
- 『すぎゆくアダモ』創文社 1976 - 以下は没後刊
- 『辻まことの世界』正・続 みすず書房 1977-78　矢内原伊作編
- 『辻まことの芸術』 みすず書房 1979.12　宇佐見英治編
- 『山と森は私に語った』白日社 1980.6
- 『居候にて候』三浦健二朗編 白日社 1980.10
- 『辻まこと全画集』15冊 みすず書房 1980.5
- 『山の風の中へ』三浦健二朗編 白日社 1981.10
- 『辻まこと山とスキーの広告画文集』秀山荘編 山と溪谷社 1981
- 『辻まこと山の画文 「岳人」の表紙の画と言葉』小谷明編 白日社 1982.5
- 『画帖から』小谷明編 白日社 1983.2
- 『ノイローゼよさよなら』みすず書房 1985.12
- 『多摩川探検隊』小学館ライブラリー 1993.12
- 『あてのない絵はがき』小学館ライブラリー 1995.8
- 『山からの言葉』平凡社ライブラリー 1996
- 『辻まことセレクション』全2冊 平凡社ライブラリー 1999
  - 「1　山と森」、「2　芸術と人」
- 『辻まこと全集』みすず書房、1999-2005
  - 1 画文1 虫類図譜、虫類図譜・補遺、余白の告白
  - 2 画文2 挿話、諷刺的画文
  - 3 カリカチュア・漫画1　カリカチェア 画文 1947-1956
  - 4 カリカチュア・漫画2　カリカチェア 漫画 画文 1953-1975
  - 5 カリカチュア・漫画3 カリカチェア 漫画 戯評集、1951-1975
  - 補巻 座談・挿絵・漫画・画文
- 『辻まことアンソロジー』未知谷、2011-13
  - 『遊ぼうよ』2011年
  - 『ひとり歩けば』2011年
  - 『すぎゆくアダモ』2011年
  - 『山中暦日』2012年
  - 『山谷晴天』2013年

## 参考図書
- 宇佐見英治 『辻まことの思い出』湯川書房 1978.12、増補版・みすず書房 2001
- 折原脩三『辻まこと・父親辻潤 生のスポーツマンシップ』リブロポート「シリーズ民間日本学者」1987
  - 『辻まこと・父親辻潤』平凡社ライブラリー 2001
- 西木正明『夢幻の山旅』中央公論社 1994、中公文庫 1999
- 池内紀 『見知らぬオトカム 辻まことの肖像』みすず書房 1997.4
- 琴海倫『辻まことマジック』 未知谷 2010.12